# Lucio Calpurnio Pisone Cesonino (console 112 a.C.)
Lucio Calpurnio Pisone Cesonino  (latino: Lucius Calpurnius Piso Caesoninus) (... – 107 a.C.) è stato un politico e generale romano.

## Biografia
Figlio del console omonimo, fu anche'egli eletto console nel 112 a.C. con Marco Livio Druso; nell'anno del suo consolato non vi furono eventi degni di nota.
Nel 107 a.C. servì come legato del console Lucio Cassio Longino e lo seguì nella sua campagna nella Gallia Cisalpina; Cesonino morì assieme al console nella disastrosa sconfitta subita dai Romani ad opera dei Tigurini nel territorio dei Nitiobrogi.
Cesonino fu anche il nonno di Lucio Calpurnio Pisone Cesonino, a sua volta suocero di Giulio Cesare e lo stesso Cesare rammenta nei Commentarii de bello Gallico l'evento della morte di Cesonino dopo aver sconfitto i Tigurini .